# D.J. Reed
Dennis Duane Reed, detto D.J. (Bakersfield, 8 maggio 1996), è un giocatore di football americano statunitense che milita nel ruolo di safety per i Detroit Lions della National Football League (NFL).

## Carriera

### San Francisco 49ers
Reed fu scelto nel corso del quinto giro (142º assoluto) del Draft NFL 2018 dai San Francisco 49ers. Nella sua prima stagione disputò 15 partite, di cui 2 come titolare, mettendo a segno 41 tackle, un sack e un fumble forzato. L'anno seguente le sue cifre calarono non giocando mai come titolare e terminando con 13 tackle e 2 passaggi deviati. Il 2 febbraio 2020 scese in campo nel Super Bowl LIV in cui i 49ers furono sconfitti per 31-20 dai Kansas City Chiefs.

### Seattle Seahawks
Il 5 agosto 2020, Reed firmò con i Seattle Seahawks. Passò i primi due mesi della stagione in lista infortunati, tornando nel roster attivo il 31 ottobre. Due giorni dopo, contro i suoi ex 49ers, fece subito registrare un intercetto, il primo in carriera, nel primo quarto su Jimmy Garoppolo.

### New York Jets
Il 17 marzo 2022 Reed firmò un contratto triennale da 33 milioni di dollari con i New York Jets.

### Detroit Lions
Il 10 marzo 2025 Reed firmó con i Detroit Lions un contratto triennale del valore di 48 milioni di dollari.

## Palmarès
- National Football Conference: 1

San Francisco 49ers: 2019